# Nomia medogensis
Nomia medogensis là một loài Hymenoptera trong họ Halictidae. Loài này được Wu mô tả khoa học năm 1988.